# Зелен дървесен охлюв
Зеленият дървесен охлюв, още зелен дървесен охлюв от остров Манус (Papustyla pulcherrima) е вид коремоного от семейство Camaenidae.

## Разпространение
Видът е разпространен в Папуа Нова Гвинея.